# Nur noch 60 Sekunden
Nur noch 60 Sekunden (Originaltitel: Gone in 60 Seconds) ist ein Actionfilm aus dem Jahr 2000 von Dominic Sena. Es handelt sich um eine Neuverfilmung von Die Blechpiraten aus dem Jahr 1974.

## Handlung
Memphis war der beste Autodieb seiner Zeit in der Gegend von Long Beach. Als er vor sechs Jahren die Stadt verließ, um aus dem Geschäft auszusteigen, ging die Diebstahlrate bei Autos massiv zurück. Obwohl er mit seinem Ausstieg genau das verhindern wollte, steigt sein kleiner Bruder Kip in das Geschäft ein und wird bei einem Raubzug für Raymond Calitri fast von der Polizei geschnappt. Calitri will ihn umbringen, wenn er den Auftrag nicht erfüllt. Er bietet Memphis an, Kip in Ruhe zu lassen, wenn er selbst übernimmt und für ihn innerhalb von drei Tagen fünfzig Wagen stiehlt. Dafür soll er 200.000 US-Dollar bekommen. Um das Leben seines Bruders zu schützen, nimmt Memphis an, obwohl er sich geschworen hatte, nie wieder ein Auto zu stehlen.
Da es sich um hochwertige Klassiker, Sportwagen und Luxuslimousinen handelt, kann er sie unmöglich alleine und in dieser kurzen Zeit stehlen. Memphis stellt aus ehemaligen Profi-Autodieben, mit Kips Hilfe und mit dessen Freunden ein Team auf. Kurz darauf steht der Plan: Alle Autos sollen in der letzten Nacht gestohlen werden. In der Nacht davor kundschaften sie die Fahrzeuge aus. Doch auch die Polizei ermittelt. Detective Roland Castlebeck bedauert es seit Langem, Memphis nie hinter Gitter gebracht zu haben und will es diesmal schaffen.
Die Aktion beginnt zunächst erfolgversprechend, doch für drei neue Mercedes-Limousinen mussten zuvor Ersatzschlüssel beschafft werden, um die elektronische Wegfahrsperre zu überlisten. Kips Kontaktmann für die Beschaffung der Schlüssel, Mitarbeiter eines Mercedes-Händlers, wurde jedoch von Detective Castlebeck enttarnt. Daher stehen Observationsfahrzeuge der Polizei bei jedem Mercedes, für den ein Ersatzschlüssel angefertigt wurde. Memphis erkennt das und bricht den Diebstahl dieser Autos ab. Allerdings bietet sich eine Alternative: Kip hatte bei seinem fehlgeschlagenen Raubzug bereits Schlüssel für drei andere Wagen dieses Modells anfertigen lassen, bevor die Wagen von der Polizei beschlagnahmt wurden. Kurzerhand bricht das Team mit den Schlüsseln aus dem ersten Raubzug in die Kfz-Verwahrstelle der Polizei ein und stiehlt die drei beschlagnahmten Fahrzeuge.
Das letzte Auto auf der Liste ist ein Shelby Mustang GT 500. Bei früheren Diebstählen dieses Fahrzeugs ging schon mehrfach etwas schief, und auch diesmal ist Memphis die Polizei auf den Fersen. Castlebeck trifft bei dem Mustang ein und ertappt Memphis auf frischer Tat. Es folgt eine wilde Verfolgungsjagd zwischen Memphis im Mustang und Castlebeck in einem BMW 540i. Memphis hängt die Polizei ab, doch er kommt zwölf Minuten zu spät zum Hafen und verpasst das Schiff, auf das die übrigen Fahrzeuge verladen wurden. Außerdem wurde der Wagen bei der Verfolgungsjagd stark beschädigt. Calitri will Memphis dafür töten lassen, doch sein Bruder kann dies im letzten Moment verhindern.
Als Memphis sich Calitri vorknöpfen will, geht der mit einer Waffe auf ihn los und verfolgt ihn durch die Lagerhallen. Dabei trifft er auf Detective Castlebeck, der Calitris Spuren bis in den Hafen gefolgt war. Als Calitri den entwaffneten Castlebeck erschießen will, überrascht ihn Memphis und stößt ihn über ein Geländer in den Tod. Weil Memphis ihn gerettet hat, lässt Castlebeck ihn laufen. Kurz bevor Memphis verschwindet, sagt er Castlebeck noch, auf welches Schiff die gestohlenen Fahrzeuge verladen wurden, damit er einen Ermittlungserfolg vorweisen kann.
Kip schenkt seinem Bruder den schwer lädierten Mustang, den er für sein Motorrad eingetauscht hat. Von dieser Geste zutiefst gerührt, versöhnt sich Memphis mit Kip.

## Hintergrund
- Der Film basiert auf dem Film Die Blechpiraten von 1974. Es wurden zwar nur die Grundelemente der Handlung übernommen, Eleanor stammt aber aus der Vorlage. Während im Original noch ein brandneuer 1973er Mustang Mach 1 verwendet wird, ist es in Nur noch 60 Sekunden ein 1967er, doch beide Wagen parken in den International Towers von Long Beach. Auch die Szene, in der Heroin-Reste mit den Abgasen eines Autos weggeblasen werden, als die Polizei da ist, stammt so aus der Vorlage. Weiterhin wurde auch der Rufname der Zivilstreife, die durchgehend an der Verfolgung Eleanors im Original beteiligt ist (1 Baker 11), für Detective Castlebecks Fahrzeug wiederverwendet.

- Der Filmtitel erschließt sich nicht ohne weiteres. Zunächst ist der deutsche Titel eine ungenaue Übersetzung des Originaltitels „Gone in 60 Seconds“. Dieser ist wiederum von der gleichnamigen Vorlage von 1974 übernommen worden. Erst hier erklärt sich der Titel. Auf dem damaligen Werbeplakat des Films steht der Satz:

„You can lock your car, but if he wants it... it’s Gone in 60 seconds“

Zu deutsch etwa:
Du kannst dein Auto abschließen, aber wenn er es will … ist es in 60 Sekunden weg
Der Titel bezieht sich also auf die Schnelligkeit des Autodiebstahls. Außerdem kommt im 1974er Film ein Hinweisschild vor, worauf in einem ähnlichen Zusammenhang „...gone in 60 seconds“ geschrieben steht. Das gleiche Schild taucht auch in der Neuverfilmung auf.
- Vinnie Jones’ Charakter Sphinx holt in einer Szene ein Messer aus der Tasche, um den Hund von Otto (Robert Duvall) aufzuschneiden, der zuvor die Schlüssel aufgefressen hat. Dies ist eine Anlehnung an den Film Snatch – Schweine und Diamanten mit Vinnie Jones als „Bullet Tooth“ Tony, wo der Hund einen Diamanten verschluckt.

- Die Produktionskosten wurden auf 90 Millionen US-Dollar geschätzt. Der Film spielte in den Kinos weltweit rund 237 Millionen US-Dollar ein, davon rund 101 Millionen US-Dollar in den USA.

- Die Verfolgungsjagden auf mehrspurigen Straßen wurden in Arcadia und Beverly Hills im Bundesstaat Kalifornien, sowie in Hamilton der Provinz Ontario in Kanada, gedreht. Weitere Aufnahmen sind allesamt in Kalifornien, in den Städten Hollywood, Independence, Lone Pine, Redondo Beach, San Pedro auf der Vincent Thomas Bridge, Los Angeles und Long Beach entstanden.

- Das zentrale Fahrzeug im Film ist ein leistungsmäßig und optisch getunter Shelby Mustang GT500 von 1967. Für das Design beauftragten die Produzenten Steve Stanford und für die praktische Umsetzung den bekannten Fahrzeugtuner Chip Foose. Es wurden dann 12 Exemplare für die Dreharbeiten hergestellt, wobei nur wenige wirklich fahrfähig waren. Die meisten dienten nur als Attrappen. Dieser für den Film entworfene GT500 erlangte so viel Aufmerksamkeit, dass dieses Fahrzeug in Kleinserie von Unique Performance unter der Bezeichnung Shelby GT500E nachproduziert wurde.

## Fahrzeuge
Bei den Fahrzeugen handelt es sich vor allem um Sportwagen der gehobenen Preisklasse. Auf der Liste stehen unter anderem fünf Ferrari, fünf Porsche, vier Mercedes-Benz, vier Chevrolet, vier Cadillac, drei Bentley, zwei Aston Martin, zwei Jaguar sowie weitere Oberklasse-Fahrzeuge.
Die gestohlenen Fahrzeuge im Film unterscheiden sich teilweise von denen auf der Tafel aufgeschriebenen. So sind beispielsweise ein 1970er Plymouth Superbird anstatt des 1969er Road Runners, ein Lamborghini Diablo SE 30 anstatt eines LM002 und ein Volvo S80 anstatt eines V70 R zu sehen. Außerdem wurde der Aston Martin DB1 im Jahr 1962 nicht mehr produziert, daher griff man auf einen DB4 GT Zagato zurück.
Im Folgenden die Liste der 50 Fahrzeuge mit ihren Codenamen (die Fahrzeuge in Klammern sind die im Film zu sehenden):
| - 1. 1999 Aston Martin DB7 – Mary - 2. 1962 Aston Martin DB1 (DB4 GT Zagato) – Barbara - 3. 1999 Bentley Arnage – Lindsey - 4. 1999 Bentley Azure – Laura - 5. 1964 Bentley S3 Continental – Alma - 6. 1959 Cadillac Eldorado (Coupe DeVille) – Madeline - 7. 1958 Cadillac Eldorado Brougham – Patricia - 8. 1999 Cadillac Escalade – Carol - 9. 2000 Cadillac Eldorado STS – Daniela - 10. 1957 Chevrolet Bel Air 2400C Convertible – Stephanie - 11. 1969 Chevrolet Camaro Z/28 – Erin - 12. 1953 Corvette C1 – Pamela - 13. 1967 Corvette C2 Sting Ray L71 – Stacey - 14. 1971 De Tomaso Pantera – Kate - 15. 1970 Dodge Charger Daytona – Vanessa - 16. 1998 Dodge Viper GTS – Denise - 17. 1995 Ferrari F355 GTB – Diane - 18. 1997 Ferrari F355 Spider Fiorano F1 – Iris - 19. 1967 Ferrari 275 GTB/4 – Nadine - 20. 1999 Ferrari 550 Maranello – Angelina - 21. 1987 Ferrari Testarossa – Rose - 22. 2000 Ford F-350 4x4 Pick-Up – Anne - 23. 1956 Ford Thunderbird – Shannon - 24. 2000 GMC Yukon – Megan - 25. 1999 Hummer H1 2-Door Fleet – Tracy | - 26. 1999 Infiniti Q45 – Rachel - 27. 1994 Jaguar XJ220 – Bernadene - 28. 1999 Jaguar XK8 Coupé (XJ8) – Deborah - 29. 1990 Lamborghini LM002 (1994 Diablo SE 30) – Gina - 30. 1999 Lexus LS 400 – Hillary - 31. 1999 Lincoln Navigator – Kimberley - 32. 1957 Mercedes-Benz 300 SL Coupé – Dorothy - 33. 1996 Mercedes-Benz CL 600 – Donna - 34. 1999 Mercedes-Benz S 500 – Samantha - 35. 1998 Mercedes-Benz SL 600 – Ellen - 36. 1950 Mercury Custom – Gabriela - 37. 1971 Plymouth Hemi ’Cuda – Susan - 38. 1969 Plymouth Road Runner (1970 Superbird) – Jessica - 39. 1965 Pontiac GTO – Sharon - 40. 1999 Porsche 911 Carrera – Tina - 41. 2000 Porsche Boxster – Marsha - 42. 1961 Porsche 356 B Speedster – Natalie - 43. 1988 Porsche 959 – Virginia - 44. 1997 Porsche 911 Turbo – Tanya - 45. 2000 Rolls-Royce Stretch-Limousine (1997 Silver Spur Park Ward) – Grace - 46. 1966 Shelby Cobra 427 – Ashley - 47. 1967 Shelby Mustang GT500 – Eleanor - 48. 2000 Toyota Land Cruiser – Cathy - 49. 1998 Toyota Supra GTE – Lynn - 50. 2000 Volvo V70 R (S80 T6 Premium) – Lisa |

## Kritiken
„Actionfilm nach schlichtem und vorhersehbarem Muster mit wenig überzeugenden Figuren, dafür ansehnlichen Actionszenen und den obligatorischen Verfolgungsjagden.“

## Auszeichnungen
Bei den Taurus Awards 2001 wurde der Film dreimal nominiert, wovon er eine Auszeichnung für den Besten Stunt-Fahrer gewinnen konnte. Zudem wurde Touchstone Pictures als beste Produktionsfirma des Jahres bei den California on Location Awards und Buena Vista International wurde mit dem Bogey Award für 1 Million Zuschauer in 10 Tagen ausgezeichnet.
Für den Sprung über die Ladefläche des Abschleppers auf der Brücke wurde der Film für die beste Actionsequenz bei den MTV Movie Awards nominiert, ging aber leer aus.
Bei den BMI Film & TV Awards erhielt Trevor Rabin eine Auszeichnung für den besten Soundtrack. Angelina Jolie wurde bei den Blockbuster Entertainment Awards als Lieblingsschauspielerin in einem Actionfilm ausgezeichnet und Nicolas Cage wurde für den männlichen Part nominiert.

## Synchronisation
Die Synchronisation wurde von der Berliner Synchron unter der Regie von Michael Nowka durchgeführt.
| Darsteller            | Synchronstimme           | Rolle                      |
| --------------------- | ------------------------ | -------------------------- |
| Nicolas Cage          | Martin Keßler            | Randall ‘Memphis’ Raines   |
| Angelina Jolie        | Solveig Duda             | Sara ‘Sway’ Wayland        |
| Chi McBride           | Jan Odle                 | Donny Astricky             |
| Giovanni Ribisi       | Gerrit Schmidt-Foß       | Kip Raines                 |
| T.J. Cross            | Michael Iwannek          | Mirror Man                 |
| Robert Duvall         | Friedrich Georg Beckhaus | Otto Halliwell             |
| Will Patton           | Peter Reinhardt          | Atley Jackson              |
| James Duval           | Robin Kahnmeyer          | Freb                       |
| Scott Caan            | Matthias Hinze           | Tumbler                    |
| Vinnie Jones          | Bernd Rumpf              | Sphinx                     |
| William Lee Scott     | Tobias Müller            | Toby                       |
| Christopher Eccleston | Antonio Paradiso         | Raymond Calitri            |
| Delroy Lindo          | Reinhard Brock           | Det. Castlebeck            |
| Timothy Olyphant      | Peter Flechtner          | Det. Drycoff               |
| Carmen Argenziano     | Lutz Mackensy            | Det. Mayhew                |
| Bodhi Elfman          | Stefan Krause            | Fuzzy Frizzel              |
| Grace Zabriskie       | Inken Sommer             | Helen Raines               |
| Kevin West            | Matthias Klages          | Intern 1                   |
| Arye Gross            | Hans Hohlbein            | James S. Lakewood          |
| Master P              | Thomas Petruo            | Johnnie B.                 |
| Stephen Shellen       | Reinhard Kuhnert         | Roger                      |
|                       | Erich Räuker             | Einer von Calitris Männer  |
|                       | Sandra Schwittau         | Frau am Telefon            |
|                       | Bernhard Völger          | Mitarbeiter der Pathologie |
|                       | Christian Rode           | reicher Autobesitzer       |
|                       | Roland Hemmo             | Typ am Polizeiautohof      |